# Loxocera matsumurai
Loxocera matsumurai är en tvåvingeart som beskrevs av Iwasa 1992. Loxocera matsumurai ingår i släktet Loxocera och familjen rotflugor. Inga underarter finns listade i Catalogue of Life.